# Ela Weber
Manuela Hannelore Weber detta Ela (Dettelbach, 13 marzo 1966) è una showgirl, personaggio televisivo ed ex modella tedesca naturalizzata italiana.

## Biografia
Nata in una famiglia di cuochi, fin da bambina aiuta i suoi nel ristorante di famiglia.

### Gli esordi
Già a 15 anni iniziò a lavorare come modella, facendo anche uno stage a New York nel 1984. Dopo aver esercitato sin da giovanissima la professione di benzinaia, arriva nel 1988 in Italia, iniziando a lavorare allo Schilling di Modena come entraineuse e successivamente presso una stazione di rifornimento Agip. L'avvenente benzinaia finisce su il Resto del Carlino e viene notata da un talent scout di Canale 5. Inizia così la carriera di showgirl in televisione con la trasmissione Telecamere a richiesta, un programma su Canale 5 condotto da Alessandro Ippolito.
Il successo arriva nel 1996 con Tira & Molla, come assistente di Paolo Bonolis per la conduzione della trasmissione: qui le viene attribuito dallo stesso Bonolis il divertente soprannome di Sellerona (grosso sedano, tipico nomignolo romanesco attribuito alle persone di notevole statura, dovuto al fatto che la Weber è alta 1 metro e 80 centimetri). Il 1996 è un anno molto fortunato per la showgirl teutonica che partecipa a due commedie cinematografiche di successo: Uomini senza donne di Angelo Longoni ed A spasso nel tempo di Carlo Vanzina. Poi dal 1998 al 2000 è il volto femminile di Goleada su TMC insieme a Massimo Caputi, e nello stesso anno si trasforma in "maestrina" di tedesco per il Tappeto Volante di Luciano Rispoli; sempre su TMC conduce Crazy Camera, contenitore di videoclip e candid camera e presenta A voice for Europe.
In questi anni torna al cinema interpretando se stessa nei film di Neri Parenti Paparazzi (1998) e Tifosi (1999). È spesso presente anche nell'altro fortunato programma sportivo di TMC Il processo di Biscardi, in onda il lunedì sera, negli anni 1998 e 1999. Nelle estati del 1999 e del 2000 è alla guida con Gigi Sabani di Sette per uno, un programma ideato da Jocelyn.

### Gli anni 2000
L'11 dicembre 2000 conduce insieme a Massimo Giletti dall'Auditorium del Foro Italico di Roma la cerimonia di premiazione del FIFA World Player 2000, durante la quale sono stati premiati Diego Armando Maradona e Pelé come "Migliori calciatori del secolo". Poi è a Domenica in nella stagione 2001/2002 con Carlo Conti, Mara Venier e Antonella Clerici. Nel 2001 recita anche in Se lo fai sono guai di Michele Massimo Tarantini.
Dopo qualche anno di assenza dagli schermi, nella primavera del 2004 è tra i concorrenti della prima edizione del reality show La fattoria, in onda su Italia 1 e condotto da Daria Bignardi e Daniele Bossari, dal quale viene eliminata dopo tre settimane al televoto con Donatella Rettore. Durante l'estate del 2007 presenta assieme a Barbara Chiappini da diverse città del nord Italia le tappe della manifestazione musicale Festival Show, trasmesse in televisione su Canale Italia. Nel 2008 incide un singolo, intitolato Voglio solo amare, e prende parte ad un secondo reality show partecipando alla sesta edizione dell'Isola dei famosi, condotta da Simona Ventura con l'inviato Filippo Magnini, entrando come riserva in sostituzione di Flavia Vento, che casualmente aveva condiviso con lei l'esperienza del reality La fattoria partecipando entrambe alla prima edizione: dal reality viene eliminata nel corso della nona puntata con il 60% dei voti.

### Gli anni 2010
Dal 22 ottobre 2018 torna in televisione partecipando come concorrente alla terza edizione del Grande Fratello VIP, condotto da Ilary Blasi su Canale 5, venendo eliminata nel corso dell'undicesima puntata, salvata solo con il 21% dei voti.

## Vita privata
Il 12 luglio 2009 Ela Weber si sposa presso lo stabilimento Waterfront di Focene. Al posto dei regali di nozze gli sposi hanno chiesto a tutti gli ospiti di fare una donazione all'associazione Aquilone Blu ONLUS per la realizzazione di un'area ludico-didattica in favore dei bambini terremotati dell'Aquila. Anche i proventi della vendita dell'esclusiva ai giornali sono stati donati al progetto Aiutiamo i bambini dell'Abruzzo di Aquilone Blu ONLUS.
Nel 2002 il giornalista Roberto D'Agostino pubblica sul suo sito Dagospia una foto della rivista Playmen datata 1993, in cui sarebbe ritratta la Weber in atteggiamenti softcore con un'altra modella. La foto non risultò poi ritrarre la Weber, che nel 2005 ha ottenuto un risarcimento per danni morali e professionali e ha vinto una causa per diffamazione.

## Programmi televisivi
- Telecamere a richiesta (Canale 5, 1996)
- Tira & Molla (Canale 5, 1996-1998)
- Tappeto volante (Telemontecarlo, 1998)
- Cin Cin Tropicana (Telemontecarlo, 1998-1999)
- Goleada (Telemontecarlo, 1998-2000)
- La Kore nella Valle del Mito (Rete 4, 1999)
- Crazy Camera (Telemontecarlo, 1999)
- Sette per uno (Rai 1, 2000-2001)
- Serata premiazione calcio FIFA World Player 2000 (Rai 1, 2000)
- Dom&Nika In (Rai 1, 2001-2002)
- 2002 In (Rai 1, 2002)
- La fattoria (Italia 1, 2004) concorrente
- Festival Show (Canale Italia, 2007)
- L'isola dei famosi 6 (Rai 2, 2008) concorrente
- Grande Fratello VIP 3 (Canale 5, 2018) concorrente

## Filmografia

### Cinema
- Uomini senza donne, regia di Angelo Longoni (1996)
- A spasso nel tempo, regia di Carlo Vanzina (1996)
- Paparazzi, regia di Neri Parenti (1998)
- Tifosi, regia di Neri Parenti (1999)
- Se lo fai sono guai, regia di Michele Massimo Tarantini (2001)
- Mucho Macho, regia di Leonardo Scucchi (2009)

### Televisione
- Il mastino, regia di Ugo Fabrizio Giordani e Francesco Laudadio – serie TV, episodio 1x04 (1998)

## Teatro
- Boeing Boeing, di Marc Camoletti, regia di Mark Schneider (2012-2013)